# Tirso (fiume)
Il Tirso (in sardo Tirsu) è il fiume più importante della Sardegna per lunghezza e ampiezza di bacino idrografico.

## Percorso
Il Tirso nasce sull'altopiano di Buddusò, alle pendici della punta Pianedda  (985 m s.l.m.); tuttavia non è chiaro se le sorgenti del Tirso, che sono al confine tra la provincia di Sassari e quella di Nuoro, rientrino totalmente nel territorio di Buddusò (SS) o anche in parte in quello di Bitti ed Osidda (NU). Il Tirso attraversa l'isola da est verso ovest e dopo 152 km sfocia nel golfo di Oristano.
Prima della costruzione delle dighe che sbarrano il suo percorso (Sos Canales qualche chilometro a valle delle sorgenti; lago Omodeo formato nel 1924 dalla diga di Santa Chiara - ora sommersa con la costruzione della nuova diga Eleonora d'Arborea; diga di Pranu Antoni e diga di Santa Vittoria tra Zerfaliu e Ollastra) e prima delle opere di arginatura nella piana di Oristano, era un fiume soggetto a piene rovinose e straripamenti frequenti, specie nei mesi primaverili.
I comuni attraversati dal corso del fiume sono:
- In provincia di Sassari: Anela, Benetutti, Bono, Bottidda, Buddusò, Burgos, Bultei, Esporlatu, Illorai, Nule.
- In provincia di Nuoro: Bitti, Bolotana, Noragugume, Orani, Orotelli, Orune, Osidda, Ottana.
- In provincia di Oristano: Aidomaggiore, Ardauli, Bidonì, Busachi, Cabras, Fordongianus, Ghilarza, Ollastra, Silì, Oristano, Sedilo, Siamaggiore, Simaxis, Soddì, Solarussa, Sorradile, Tadasuni, Ula Tirso, Villanova Truschedu, Zerfaliu.

## Affluenti

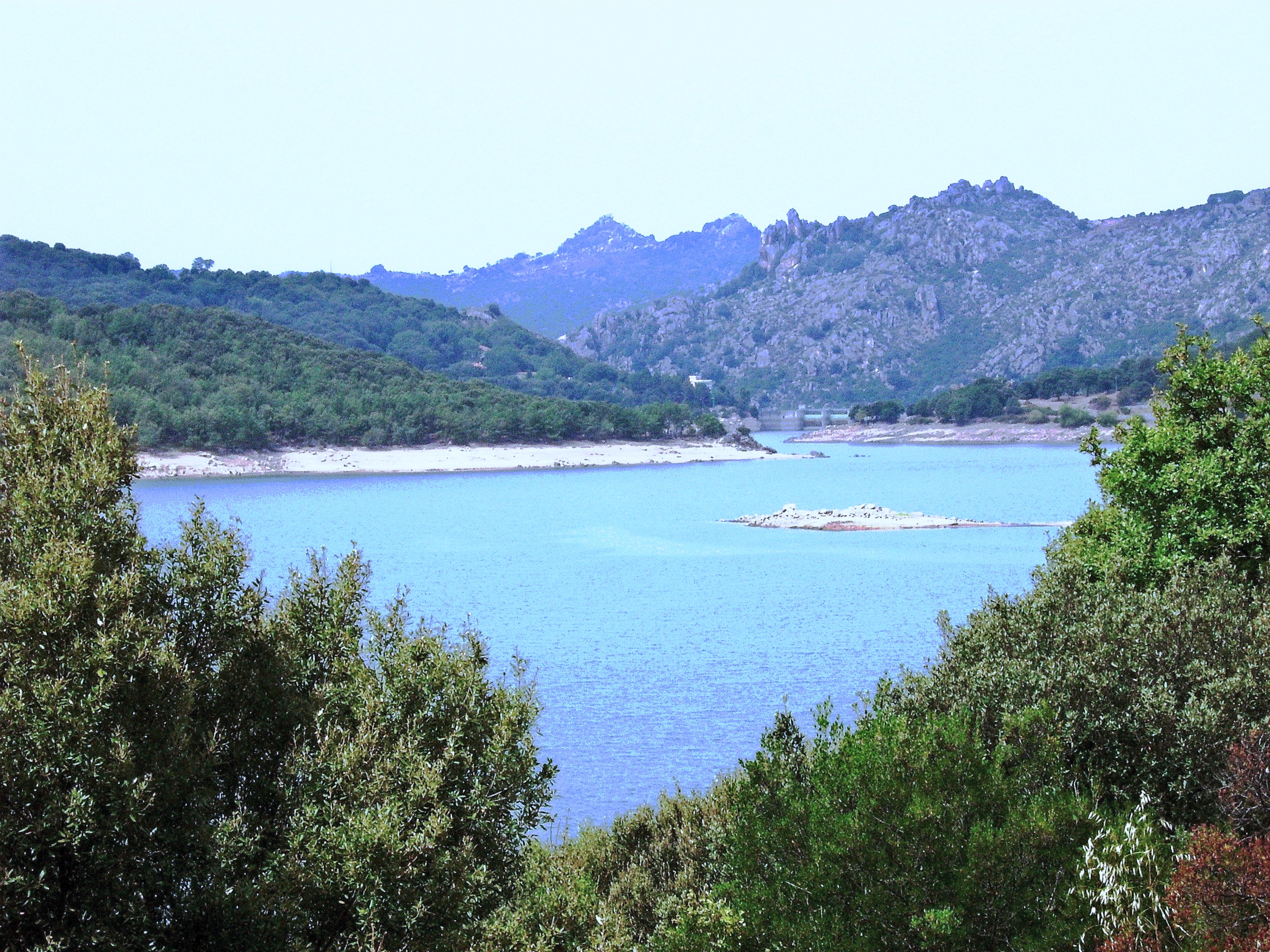
Il Taloro, prima di sfociare nel Tirso, forma il lago di Gusana, a Gavoi

Riceve le acque di diversi affluenti tra i quali:
- Affluenti di destra:
  1. il rio Tortu, che nasce dalla catena del Goceano, presso Bultei;
  2. il rio di Bolotana che sorge dalla catena del Marghine, a nord di Bolotana;
  3. il rio Murtatzolu, che con il contributo dei rio Manigos, Bidiene e Cannigone o Canales che nascono tutti sui monti del Marghine, si versa nel Tirso nella piana di Ottana, prima del lago Omodeo;
  4. il rio Merchis nasce alle pendici delle alture che circondano il monte Ferru, riceve da destra il torrente Bonorchis e si versa nel lago Omodeo tra Ghilarza e Sedilo;
  5. il rio di San Leonardo nasce presso le omonime fonti nel Montiferru, arrivato all'altopiano di Abbasanta cambia nome in rio Pitziu, e si getta nel Tirso poco a valle di Fordongianus.
- Affluenti di sinistra:
  1. il rio de Molò nasce nell'altopiano di Bitti e si versa nel Tirso a valle di Osidda;
  2. il rio Mannu, che nasce dai monti tra Bitti e Orune, riceve da destra il rio Minore che sorge sotto la punta Comoretta (m 857) a ovest di Bitti e si versa nel Tirso presso le sorgenti termali di San Saturnino;
  3. il rio Liscoi le cui sorgenti si trovano nei territori di Oniferi, Orani e Nuoro;
  4. il rio 'e Binzas si forma in territorio di Ollolai e versa nel Tirso presso Ottana;
  5. il fiume Taloro è il più importante degli affluenti del Tirso. Esso, insieme ai suoi affluenti, prima di sfociare nel lago Omodeo forma i laghi artificiali di Olai, sul rio Olai, in territorio di Orgosolo, Govossai in agro di Fonni, sul rio omonimo, Gùsana presso Gavoi, Torrei sul rio omonimo, a nord di Tonara, Cucchinadorza e infine Benzone. Sono tutti sfruttati per gli acquedotti civili delle zone limitrofe e per irrigazione mentre solo i laghi di Gusana, Cucchinadorza e Benzone anche per energia idroelettrica;
  6. il Rio Araxisi è il secondo per importanza tra gli affluenti del Tirso. Ha i suoi rami sorgentiferi tra il Mandrolisai, la Barbagia di Belvì ed il Gennargentu a nord e ad est, mentre a sud drena il territorio di parte del Sarcidano, Arborea e giare, tramite i corsi dei rii Imbessu, Flumini e Bidissariu. Le sue acque sfociano nel Tirso pochi chilometri a valle della nuova diga che ha ulteriormente ingrandito il lago Omodeo;
  7. il rio Grannaxiu o rio San Crispo che nasce dalle colline presso Mogorella, si versa presso Simaxis.

## Il lago Omodeo

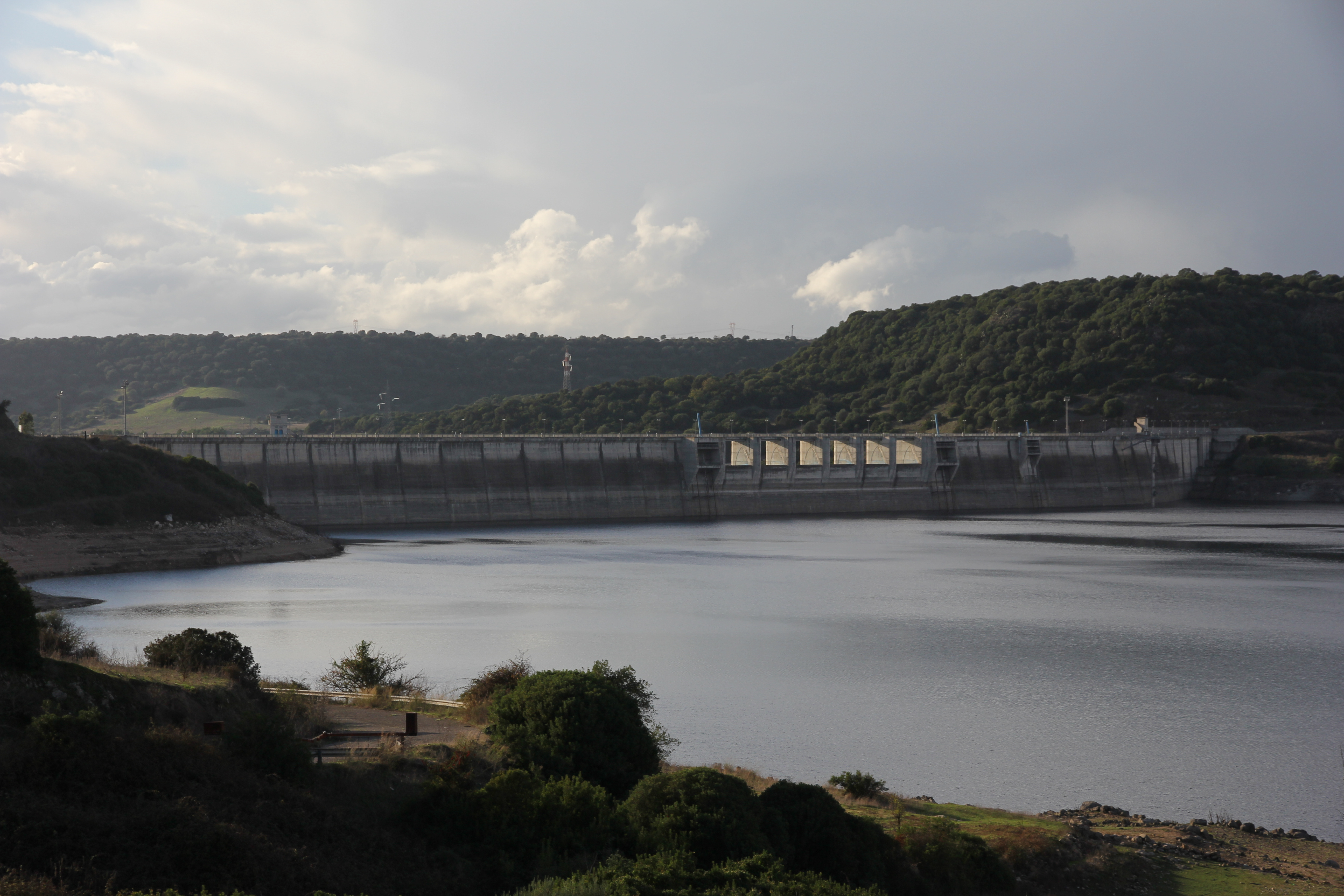
La diga Eleonora d'Arborea

Lago artificiale, così chiamato dal nome del progettista dalla diga di Santa Chiara  edificata nel 1924, l'ingegner Angelo Omodeo. Grazie alla più recente diga Eleonora d'Arborea risulta lungo circa 20 km e largo fino a 3 ed è uno dei bacini artificiali più grandi d'Italia.

## Stazioni di monitoraggio
Le stazioni F05 e F41 della rete di idrometri ARPAS rilevano in tempo reale le quote del pelo dell'acqua rispettivamente in prossimità di Oristano e più a monte nei pressi di Illorai.
Lo zero idrometrico è posto per la stazione F05 a 2,04 m s.l.m. e per la stazione F41 è posto a 174,75 m s.l.m..

## Ambiente

### Fauna ed impatto ecologico della diga
Tra le specie ittiche che risalgono questo fiume per riprodursi c'è la cheppia (Alosa fallax) che tuttavia, a causa della costruzione della diga priva di impianti di risalita ha separato le due popolazioni a monte ed a valle della diga. Lo sbarramento del fiume Tirso, ha portato nel giro di dieci anni alla formazione di una colonia di agoni (Alosa agone) dalle cheppie rimaste intrappolate.